# Lista de deputados estaduais de São Paulo da 15.ª legislatura
Esta é a lista de deputados estaduais de São Paulo para a legislatura 2003–2007.

## Composição das bancadas
| Partido | Líder              | Bancada | Posição      |
| ------- | ------------------ | ------- | ------------ |
| PT      | Ênio Tatto         | 23 / 94 | Oposição     |
| PSDB    | Ricardo Tripoli    | 18 / 94 | Governo      |
| PP      | Conte Lopes        | 8 / 94  | Oposição     |
| PFL     | Afanásio Jazadji   | 6 / 94  | Governo      |
| PTB     | Campos Machado     | 6 / 94  | Governo      |
| PPS     | Arnaldo Jardim     | 5 / 94  | Governo      |
| PV      | José Afonso Lobato | 5 / 94  | Governo      |
| PRONA   | Havanir Nimtz      | 4 / 94  | Oposição     |
| PSB     | Waldir Agnello     | 4 / 94  | Independente |
| PMDB    | Jorge Luis Caruso  | 4 / 94  | Independente |
| PDT     | Rogério Nogueira   | 4 / 94  | Independente |
| PL      | Artur Alves Pinto  | 2 / 94  | Oposição     |
| PCdoB   | Ana Martins        | 2 / 94  | Oposição     |
| PTN     | Maria de Jesus     | 1 / 94  | Independente |
| PRP     | Zuza Abdul Massih  | 1 / 94  | Governo      |
| PGT     | José Bittencourt   | 1 / 94  | Governo      |

## Deputados Estaduais
Foram escolhidos 94 deputados estaduais para a Assembleia Legislativa de São Paulo.
| Número | Deputados estaduais eleitos  | Partido | Votação | Percentual | Cidade onde nasceu      | Unidade federativa |
| 56500  | Havanir Nimtz                | PRONA   | 682.219 | 3,48%      | Itabaiana               | Sergipe            |
| 11138  | Conte Lopes                  | PPB     | 207.006 | 1,06%      | São Paulo               | São Paulo          |
| 25111  | Afanásio Jazadji             | PFL     | 157.602 | 0,80%      | São Paulo               | São Paulo          |
| 45232  | Edson Aparecido              | PSDB    | 148.650 | 0,76%      | São Paulo               | São Paulo          |
| 14140  | Campos Machado               | PTB     | 145.647 | 0,74%      | Cerqueira César         | São Paulo          |
| 25100  | Rodrigo Garcia               | PFL     | 137.738 | 0,70%      | Tanabi                  | São Paulo          |
| 45151  | Vaz de Lima                  | PSDB    | 132.427 | 0,68%      | Fernandópolis           | São Paulo          |
| 13290  | Hamilton Pereira             | PT      | 131.637 | 0,67%      | Sorocaba                | São Paulo          |
| 40747  | Waldir Agnello               | PSB     | 130.069 | 0,67%      | Santos                  | São Paulo          |
| 45100  | Pedro Tobias                 | PSDB    | 123.960 | 0,63%      | Bekarzla                | Líbano             |
| 45145  | Ricardo Tripoli              | PSDB    | 120.746 | 0,62%      | São Paulo               | São Paulo          |
| 13199  | Antonio Mentor               | PT      | 120.470 | 0,62%      | São Paulo               | São Paulo          |
| 13114  | Ênio Tatto                   | PT      | 118.233 | 0,61%      | Frederico Westphalen    | Rio Grande do Sul  |
| 14235  | Edson Ferrarini              | PTB     | 144.597 | 0,59%      | São Paulo               | São Paulo          |
| 25277  | Eli Corrêa Filho             | PFL     | 114.039 | 0,58%      | São Paulo               | São Paulo          |
| 13117  | Carlinhos Almeida            | PT      | 111.602 | 0,57%      | Santa Rita de Jacutinga | Minas Gerais       |
| 45153  | Célia Leão                   | PSDB    | 109.741 | 0,56%      | São Paulo               | São Paulo          |
| 45157  | Celino Cardoso               | PSDB    | 108.274 | 0,55%      | Terra Rica              | Paraná             |
| 13750  | Mauro Menuchi                | PT      | 107.248 | 0,55%      | Caieiras                | São Paulo          |
| 13184  | Maria Lúcia Prandi           | PT      | 106.444 | 0,54%      | Potirendaba             | São Paulo          |
| 45133  | João Caramez                 | PSDB    | 104.649 | 0,53%      | Itapevi                 | São Paulo          |
| 45222  | Vanderlei Macris             | PSDB    | 104.223 | 0,53%      | Americana               | São Paulo          |
| 45155  | Duarte Nogueira              | PSDB    | 103.851 | 0,53%      | Ribeirão Preto          | São Paulo          |
| 13169  | Emídio de Souza              | PT      | 102.331 | 0,52%      | Inúbia Paulista         | São Paulo          |
| 45400  | Analice Fernandes            | PSDB    | 100.134 | 0,51%      | Jales                   | São Paulo          |
| 23623  | Roberto Morais               | PPS     | 97.372  | 0,50%      | Charqueada              | São Paulo          |
| 45004  | Geraldo Tenuta Filho         | PSDB    | 96.857  | 0,50%      | São Paulo               | São Paulo          |
| 13134  | Simão Pedro                  | PT      | 94.089  | 0,48%      | Tapira                  | Paraná             |
| 13201  | Renato Simões                | PT      | 93.886  | 0,48%      | Campinas                | São Paulo          |
| 13650  | Ítalo Cardoso                | PT      | 91.206  | 0,47%      | Araçuaí                 | Minas Gerais       |
| 25118  | Edmir Chedid                 | PFL     | 88.021  | 0,45%      | Campinas                | São Paulo          |
| 13651  | Vicente Cândido              | PT      | 86.901  | 0,44%      | Bom Jesus do Galho      | Minas Gerais       |
| 13913  | Donisete Braga               | PT      | 86.877  | 0,44%      | Flora Rica              | São Paulo          |
| 45288  | Alberto Hiar                 | PSDB    | 86.474  | 0,44%      | São Paulo               | São Paulo          |
| 45122  | Luiz Gonzaga Camargo         | PSDB    | 86.366  | 0,44%      | Tatuí                   | São Paulo          |
| 13222  | Adriano Diogo                | PT      | 85.515  | 0,44%      | São Paulo               | São Paulo          |
| 11211  | Valdomiro Lopes              | PPB     | 84.918  | 0,43%      | São José do Rio Preto   | São Paulo          |
| 45160  | Ary Fossen                   | PSDB    | 84.354  | 0,43%      | Jundiaí                 | São Paulo          |
| 11155  | Wagner Salustiano            | PPB     | 82.793  | 0,42%      | São Paulo               | São Paulo          |
| 13120  | Cândido Vaccarezza           | PT      | 82.793  | 0,42%      | Senhor do Bonfim        | Bahia              |
| 45198  | Rodolfo da Costa e Silva     | PSDB    | 81.576  | 0,42%      | Goiânia                 | Goiás              |
| 45240  | Sidney Beraldo               | PSDB    | 81.328  | 0,42%      | São João da Boa Vista   | São Paulo          |
| 13234  | Vanderlei Siraque            | PT      | 81.089  | 0,42%      | Santa Cruz do Rio Pardo | São Paulo          |
| 15113  | Jorge Luis Caruso            | PMDB    | 80.502  | 0,41%      | São Paulo               | São Paulo          |
| 13123  | José Zico Prado              | PT      | 77.707  | 0,40%      | Macaubal                | São Paulo          |
| 15000  | Baleia Rossi                 | PMDB    | 77.641  | 0,40%      | São Paulo               | São Paulo          |
| 23456  | Arnaldo Jardim               | PPS     | 76.708  | 0,39%      | Altinópolis             | São Paulo          |
| 13731  | Mário Reali                  | PT      | 75.656  | 0,39%      | São Paulo               | São Paulo          |
| 45114  | Maria Lúcia Amary            | PSDB    | 75.456  | 0,39%      | São Paulo               | São Paulo          |
| 13789  | Sebastião Almeida            | PT      | 73.864  | 0,38%      | Guaporema               | Paraná             |
| 14333  | Benedito Roberto Alves       | PTB     | 73.059  | 0,37%      | Taubaté                 | São Paulo          |
| 22222  | Souza Santos                 | PL      | 72.635  | 0,37%      | Nova Londrina           | Paraná             |
| 25123  | Milton Vieira                | PFL     | 70.781  | 0,36%      | Iepê                    | São Paulo          |
| 12111  | Geraldo Vinholi              | PDT     | 69.927  | 0,36%      | Itápolis                | São Paulo          |
| 23111  | Marquinho Tortorello         | PPS     | 69.440  | 0,36%      | São Joaquim da Barra    | São Paulo          |
| 13632  | Ana do Carmo                 | PT      | 67.752  | 0,35%      | São Paulo               | São Paulo          |
| 23333  | Vitor Sapienza               | PPS     | 67.531  | 0,34%      | São Paulo               | São Paulo          |
| 65611  | Ana Martins                  | PCdoB   | 67.278  | 0,34%      | São Paulo               | São Paulo          |
| 25222  | José Caldini Crespo          | PFL     | 67.027  | 0,34%      | Sorocaba                | São Paulo          |
| 19900  | Maria de Jesus               | PTN     | 66.067  | 0,34%      | São Paulo               | São Paulo          |
| 13699  | Marcelo Cândido              | PT      | 65.611  | 0,34%      | Marília                 | São Paulo          |
| 45135  | José Carlos Stangarlini      | PSDB    | 65.478  | 0,33%      | São Paulo               | São Paulo          |
| 23023  | Romeu Tuma Júnior            | PPS     | 63.523  | 0,33%      | São Paulo               | São Paulo          |
| 40123  | Rafael Silva                 | PSB     | 62.498  | 0,32%      | Jardinópolis            | São Paulo          |
| 14044  | Paschoal Thomeu              | PTB     | 61.646  | 0,31%      | São Paulo               | São Paulo          |
| 13713  | Fausto Figueira              | PT      | 61.387  | 0,31%      | São Paulo               | São Paulo          |
| 14160  | Roque Barbiere               | PTB     | 61.092  | 0,31%      | Coroados                | São Paulo          |
| 13456  | Beth Sahão                   | PT      | 60.042  | 0,31%      | Urupês                  | São Paulo          |
| 14400  | Adilson Rossi                | PTB     | 60.019  | 0,31%      | Itatiba                 | São Paulo          |
| 12123  | Rogério Nogueira             | PDT     | 59.097  | 0,30%      | Indaiatuba              | São Paulo          |
| 40789  | Vinícius Camarinha           | PSB     | 58.409  | 0,30%      | Marília                 | São Paulo          |
| 12011  | José Dilson de Carvalho      | PDT     | 58.198  | 0,30%      | São Paulo               | São Paulo          |
| 13580  | Tião Arcanjo                 | PT      | 57.174  | 0,29%      | Campinas                | São Paulo          |
| 43789  | Luiz Carlos Gondim           | PV      | 56.967  | 0,29%      | Fortaleza               | Ceará              |
| 65789  | Nivaldo Santana Silva        | PCdoB   | 56.708  | 0,29%      | São Paulo               | São Paulo          |
| 11190  | Ubiratan Guimarães           | PPB     | 56.155  | 0,29%      | São Paulo               | São Paulo          |
| 11122  | Aldo Demarchi                | PPB     | 55.995  | 0,29%      | Rio Claro               | São Paulo          |
| 11111  | Antônio Salim Curiati        | PPB     | 54.333  | 0,28%      | Avaré                   | São Paulo          |
| 12699  | Marcelo Siqueira Bueno       | PDT     | 52.508  | 0,27%      | São Paulo               | São Paulo          |
| 40680  | Orlando Morando              | PSB     | 50.400  | 0,26%      | São Bernardo do Campo   | São Paulo          |
| 11555  | Gilson de Souza              | PPB     | 48.723  | 0,25%      | Delfinópolis            | Minas Gerais       |
| 22123  | Artur Alves Pinto            | PL      | 45.732  | 0,23%      | São Paulo               | São Paulo          |
| 15181  | Rosmary Corrêa               | PMDB    | 44.648  | 0,23%      | São Paulo               | São Paulo          |
| 11299  | Edson Gomes                  | PPB     | 43.821  | 0,22%      | Fernandópolis           | São Paulo          |
| 44123  | Zuza Abdul Massih            | PRP     | 43.716  | 0,22%      | Beirute                 | Líbano             |
| 15685  | Geraldo Lopes                | PMDB    | 43.017  | 0,22%      | São Miguel do Anta      | Minas Gerais       |
| 43135  | José Afonso Lobato           | PV      | 41.334  | 0,21%      | Redenção da Serra       | São Paulo          |
| 43079  | Paulo César Neme             | PV      | 39.154  | 0,20%      | Cotia                   | São Paulo          |
| 30133  | José Bittencourt             | PGT     | 35.778  | 0,18%      | Tobias Barreto          | Sergipe            |
| 43048  | Giba Marson                  | PV      | 34.895  | 0,18%      | São Bernardo do Campo   | São Paulo          |
| 43045  | Ricardo Castilho             | PV      | 28.662  | 0,15%      | Glicério                | São Paulo          |
| 56666  | Ahmad Said Mourad            | PRONA   | 13.137  | 0,07%      | São Paulo               | São Paulo          |
| 56756  | Paulo Sérgio Rodrigues Alves | PRONA   | 11.616  | 0,06%      | Guarulhos               | São Paulo          |
| 56056  | Adilson Barroso              | PRONA   | 9.928   | 0,05%      | Leme do Prado           | Minas Gerais       |

OBS: O Partido Progressista Brasileiro (PPB) liderado por Paulo Maluf, mudou seu nome após a eleição para Partido Progressista (PP).